# Fehérfarkú csuk
A fehérfarkú csuk (Saxicola leucurus) a madarak osztályának a verébalakúak (Passeriformes) rendjéhez és a  légykapófélék (Muscicapidae) családjához tartozó faj.

## Rendszerezése
A fajt Edward Blyth angol zoológus írta le 1847-ban, a Pratincola nembe Pratincola leucura néven.

## Előfordulása
Banglades, India, Mianmar, Nepál és Pakisztán területén honos. Természetes élőhelyei a  szubtrópusi vagy trópusi elöntött gyepek, lápok, mocsarak, folyók és patakok környéke, valamint szántóföldek. Állandó, nem vonuló faj.

## Megjelenése
Testhossza 14 centiméter.

## Természetvédelmi helyzete
Az elterjedési területe rendkívül nagy, egyedszáma pedig stabil. A Természetvédelmi Világszövetség Vörös listáján nem fenyegetett fajként szerepel.